# Serhat
Serhat, właśc. Ahmet Serhat Hacıpaşalıoğlu (ur. 24 października 1964 w Stambule) – turecki piosenkarz, producent muzyczny i prezenter telewizyjny.
W 1994 założył wytwórnię produkcyjną End Production oraz został producentem i prowadzącym teleturnieju Riziko!. W 1997 zadebiutował jako piosenkarz singlem „Rüya-ben bir daha”. Dwukrotnie reprezentował San Marino w Konkursie Piosenki Eurowizji (2016 i 2019).

## Życiorys

### Rodzina i edukacja
Jego ojciec, İsmail Hakkı, był oficerem marynarki wojennej urodzonym w Trabzon, gdzie urodziła się także matka Serhata.
Uczęszczał do szkoły podstawowej w İcadiye w Üsküdarze, a później do niemieckiego liceum (niem. Deutsche Schule Istanbul) w stołecznym Beyoğlu. W 1988 ukończył studia na Uniwersytecie Stambulskim na Wydziale Dentystycznym.
W 1990 odbył dwumiesięczną służbę wojskową w Burdurze.

### Kariera telewizyjna
Rozpoczął karierę w branży telewizyjnej w 1994, kiedy to założył swoją firmę produkcyjną o nazwie End Productions. Po podpisaniu umowy z telewizją publiczną TRT został producentem i prowadzącym teleturniej Riziko!, będący turecką wersją amerykańskiego formatu Jeopardy! (w Polsce znanym jako Va banque). W 1995 otrzymał dwie nagrody „Złotego Motyla” (tur. Altın Kelebek) za zwycięstwo w kategoriach: „Najlepszy prowadzący roku” oraz „Najlepszy teleturniej roku” (za Riziko!). Za wygraną w drugiej kategorii odebrał statuetkę także w 1996. Pod koniec roku zakończono emisję programu po 430. odcinkach. W tym samym roku został producentem teleturnieju Hedef 4, tureckiej wersji formatu Connect Four (gry znanej w Polsce pod nazwą czwórki). W 1997 wyprodukował emitowany na kanale Kanal 6 teleturniej Altına Hücum, tureckiej wersji formatu Midas Touch, który zakończył emisje pod koniec roku po 72. odcinkach.

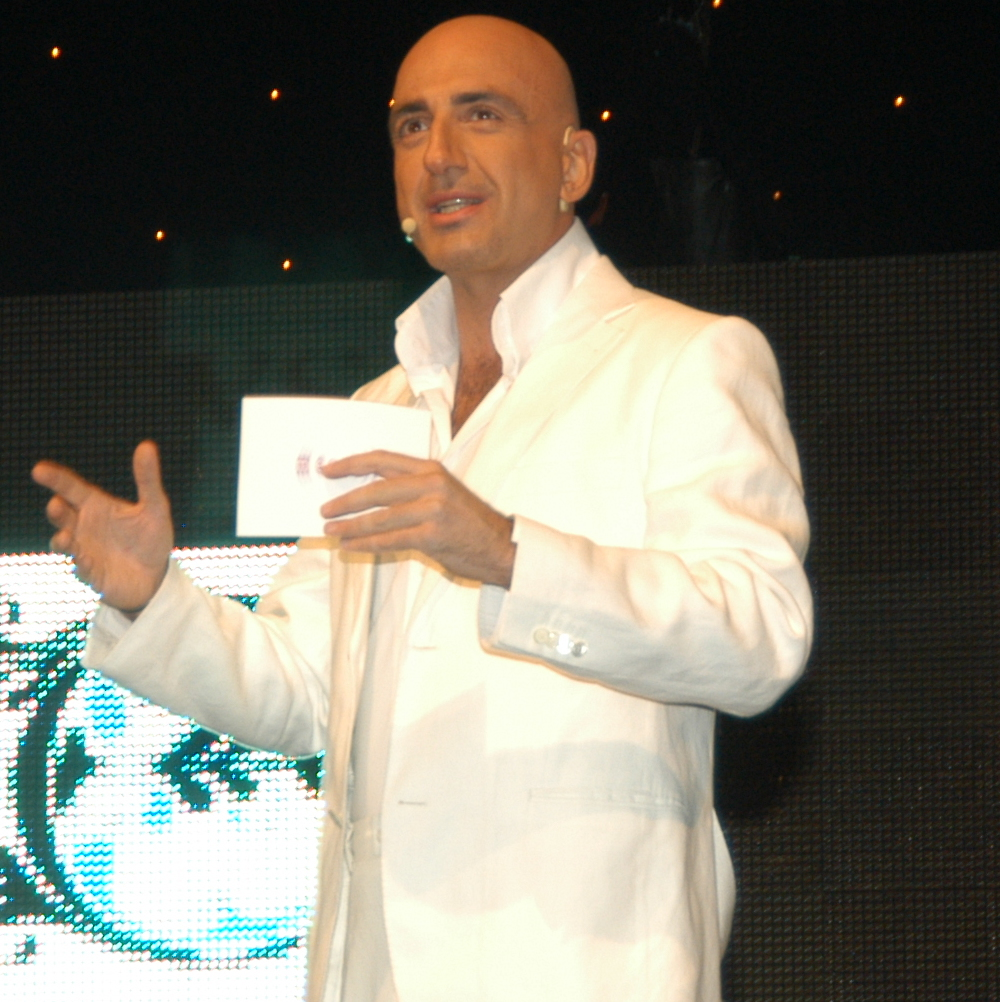
Serhat podczas gali Megahit 2004

W 1998 w telewizji Kanal 7 wyemitowane zostały kolejne odcinki teleturnieju Riziko!, którego Serhat ponownie został prowadzącym. W tym samym roku powrócił, produkowany przez End Productions, program Hedef 4, który pokazywany był w stacji Kanal 7 do 1999, Serhat został także prowadzącym programu Serhat’la Rizikosuz (także na Kanal 7), którego emisja zakończyła się po sześciu odcinkach. Po kilku miesiącach przerwy, w 2000 teleturniej Riziko! ponownie powrócił na antenę i doczekał się kolejnych 65 odcinków.
We wrześniu 2005 wraz z grecką prezenterką Kateriną Mutsatsu prowadził program Kalimerhaba produkowany przez End Productions i transmitowany na kanale Show TV.

### Kariera muzyczna
W 1997 rozpoczął karierę muzyczną wydaniem debiutanckiego singla „Rüya/Ben bir daha”. Od 1998 razem z End Productions organizuje Licealny Konkurs Muzyczny (tur. Liselerarası Müzik Yarışması). W latach 2002–04 organizował Międzynarodowy Konkurs Piosenki Śródziemnomorskiej „Megahit” (tur. Megahit-Uluslararası Akdeniz Şarkı Yarışması), a od 2009 jest organizatorem rozgrywanego w liceach i uniwersytetach Maratonu Tanecznego (tur. Dans Maratonu).
W 2004 wydał singiel „Total Disguise”, który nagrał w duecie z francuską piosenkarką Viktor Lazlo. Tekst oraz muzykę utworu napisał Olcayto Ahmet Tuğsuz, a sama piosenka została nagrana w angielskiej i francuskiej wersji językowej. W 2005 nagrał utwór „Chocolate Flavour”, który ukazał się na singlu „Total Disguise” wydanym na greckim rynku muzycznym.
W 2008 nawiązał współpracę z gruzińsko-rosyjską piosenkarką Tamarą Gwerdciteli, z którą nagrał utwory: „I Was So Lonely”, „No No Never (Moscow-Istanbul)” i „Ja plus ty” (będący rosyjską wersją językowa piosenki „Total Disguise”). Numery znalazły się na jej płycie pt. Wozdusznyj Pocełuj. Z piosenką zagrał koncerty w Moskwie oraz wystąpił na festiwalach muzycznych w Mołdawii i Białorusi. Pod koniec 2009 założył taneczną orkiestrę Caprice the Show, w skład której weszło 18 muzyków. Występowali razem w wielu programach telewizyjnych w kraju.

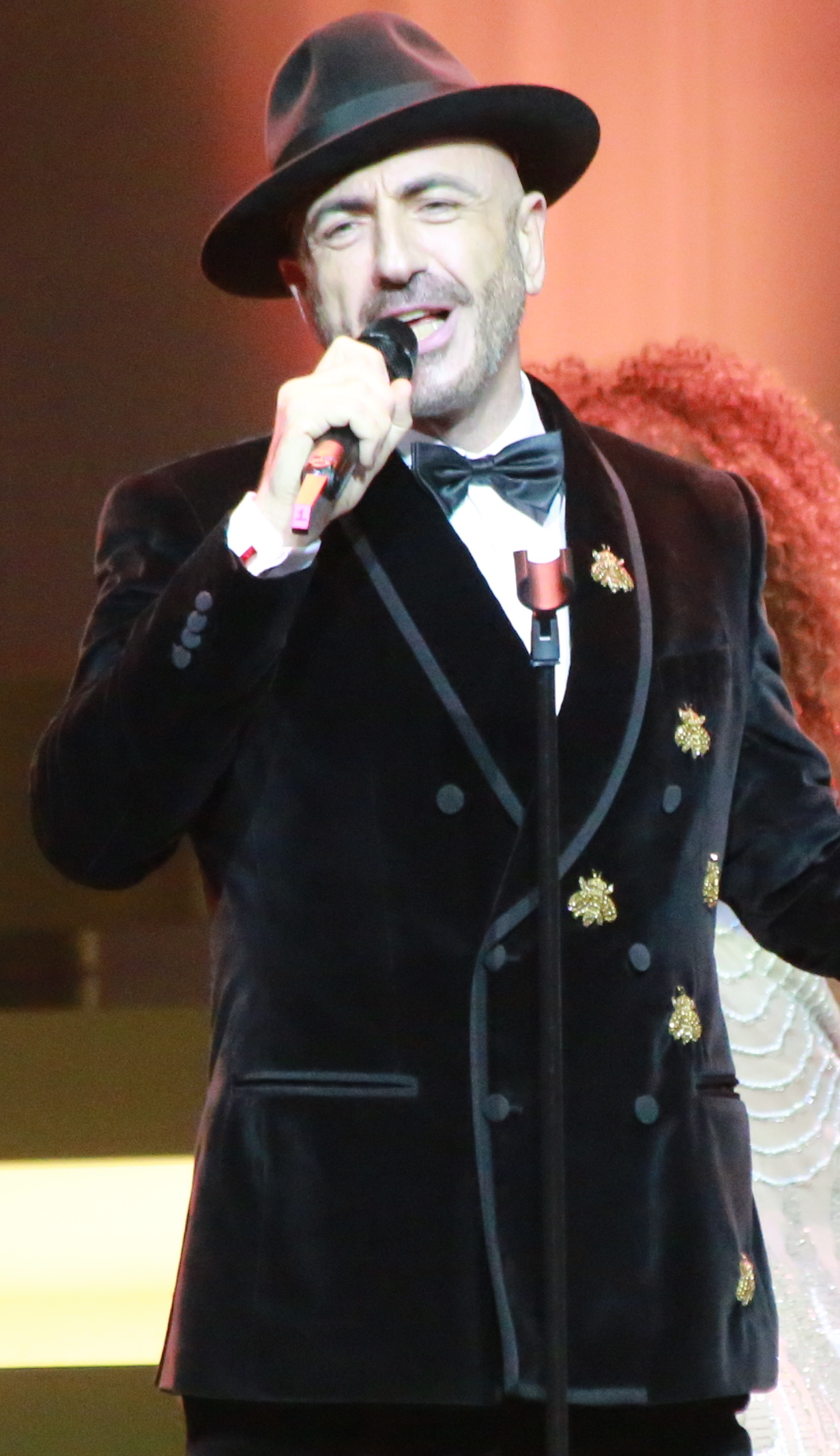
Serhat podczas występu na gali rozdania Nagród „Złotego Motyla”, 2015

W 2014 rozpoczął działalność we Francji i w Niemczech. We wrześniu wydał EP-kę z tytułowym singlem „Je m’adore” (nagranym również w angielskiej wersji językowej jako „I’m Movin On”), do którego powstał teledysk zrealizowany w Paryżu i wyreżyserowany przez Thierry’ego Vergnesa. Singiel przez pięć tygodni z rzędu zajmował pierwsze miejsce w notowaniu niemieckiej listy przebojów DJ Black/Pop, a także dotarł do pierwszego miejsca w niemieckim notowaniu Black 30 oraz do drugiego w brytyjskim notowaniu Dance i dziewiątego w szwajcarskim notowaniu Dance.
W maju 2016, reprezentując San Marino z utworem „I Didn't Know”, zajął 12. miejsce w półfinale 61. Konkursu Piosenki Eurowizji w Sztokholmie. 2 listopada 2017 wydał dyskotekową wersję piosenki „I Didn't Know” z gościnnym udziałem Marthy Wash w aranżacji Johana Bejerholma; singiel dotarł do 25. miejsca amerykańskiej listy przebojów Dance Club Songs, czyniąc Serhata pierwszym tureckim piosenkarzem, który pojawił się w tym zestawieniu. 22 czerwca 2018 wytwórnia CAP Sounds wydała nową wersję „Total Disguise” z gościnnym udziałem Eleny Paparizou. Teledysk do singla ukazał się 14 września. W maju 2019, reprezentując San Marino z utworem „Say Na Na Na”, zajął 19. miejsce w finale 64. Konkursu Piosenki Eurowizji w Tel Awiwie.

### Pozostałe przedsięwzięcia
Trenował taniec towarzyski, przez dwa lata był także zastępcą przewodniczącego tureckiego oddziału Federacji Tańca Sportowego (ang. Dance Sport Federation).
W 2003 otrzymał Złoty Pierścień Przyjaźni od FIDOF (fr. Federation Internationale des Organisations de Festivals, pol. Międzynarodowa Federacja Organizatorów Festiwali). W 2004 odebrał Złote Klucze Miasta Aleksandrii od włodarzy egipskiego miasta za międzynarodowe osiągnięcia muzyczne.
Od 2010 jest przewodniczącym Stowarzyszenia Alumni Stołecznego Liceum Niemieckiego (tur. İstanbul Alman Liseliler Derneği), zaś od 2013 jest członkiem Stowarzyszenia Menedżmentu Stołecznego Liceum Niemieckiego (tur. İstanbul Özel Alman Lisesi İdare Derneği).

## Dyskografia
Single
- 1997 – „Rüya / Ben bir daha”
- 2004 – „Total Disguise” (z Viktorem Lazlo)
- 2005 – „Chocolate Flavour”
- 2008 – „I Was So Lonely / No No Never” (z Tamarą Gwerdciteli)
- 2014 – „Je m’adore”
- 2016 – „I Didn’t Know”
- 2017 – „I Didn’t Know” (z Marthy Wash)
- 2018 – „Total Disguise” (z Eleny Paparizou)
- 2019 – „Say Na Na Na”